# Synagoge (Chmielnik)
Koordinaten: 50° 36′ 55,8″ N, 20° 45′ 6,5″ O

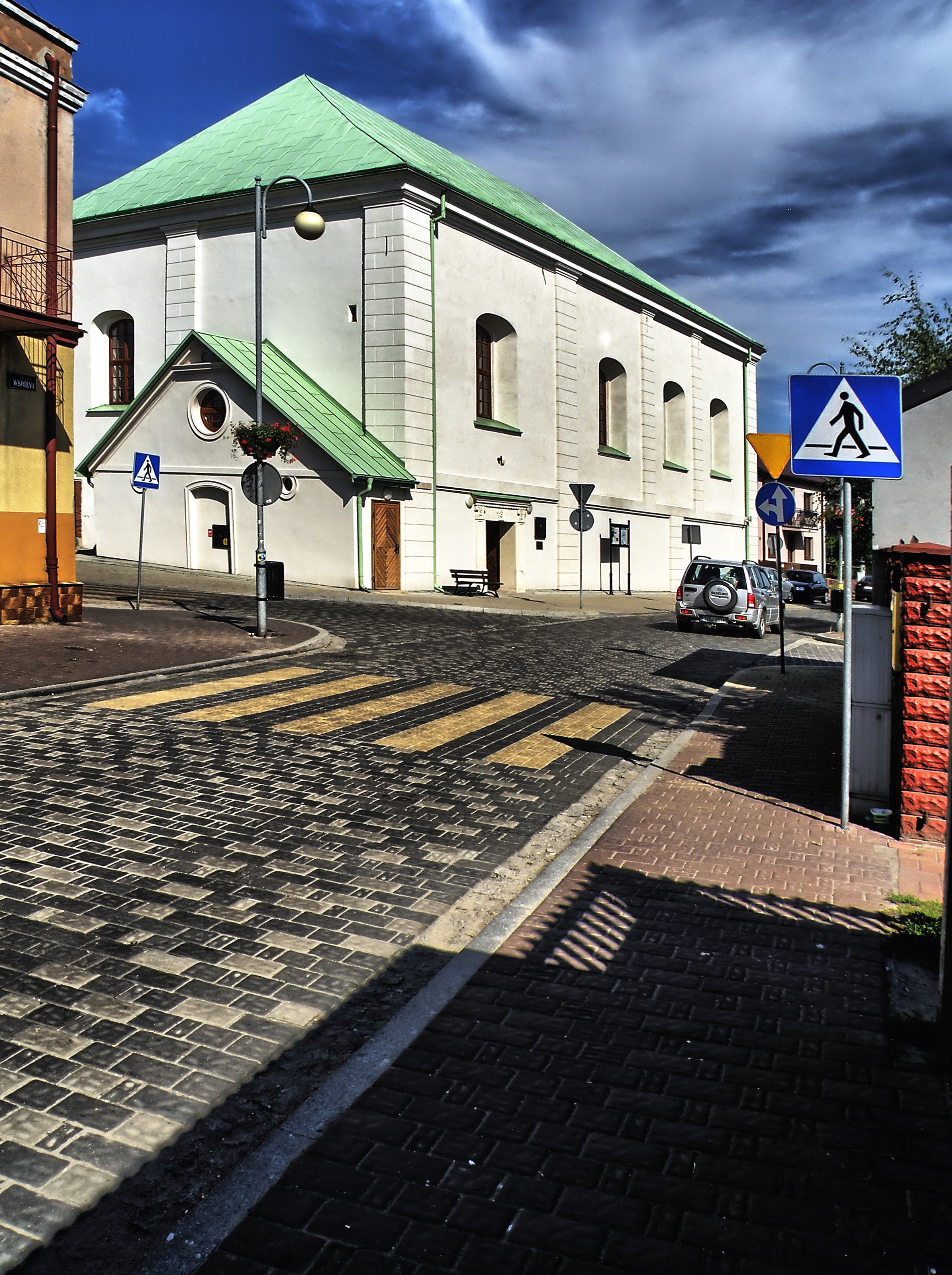
Die Synagoge im Jahr 2016

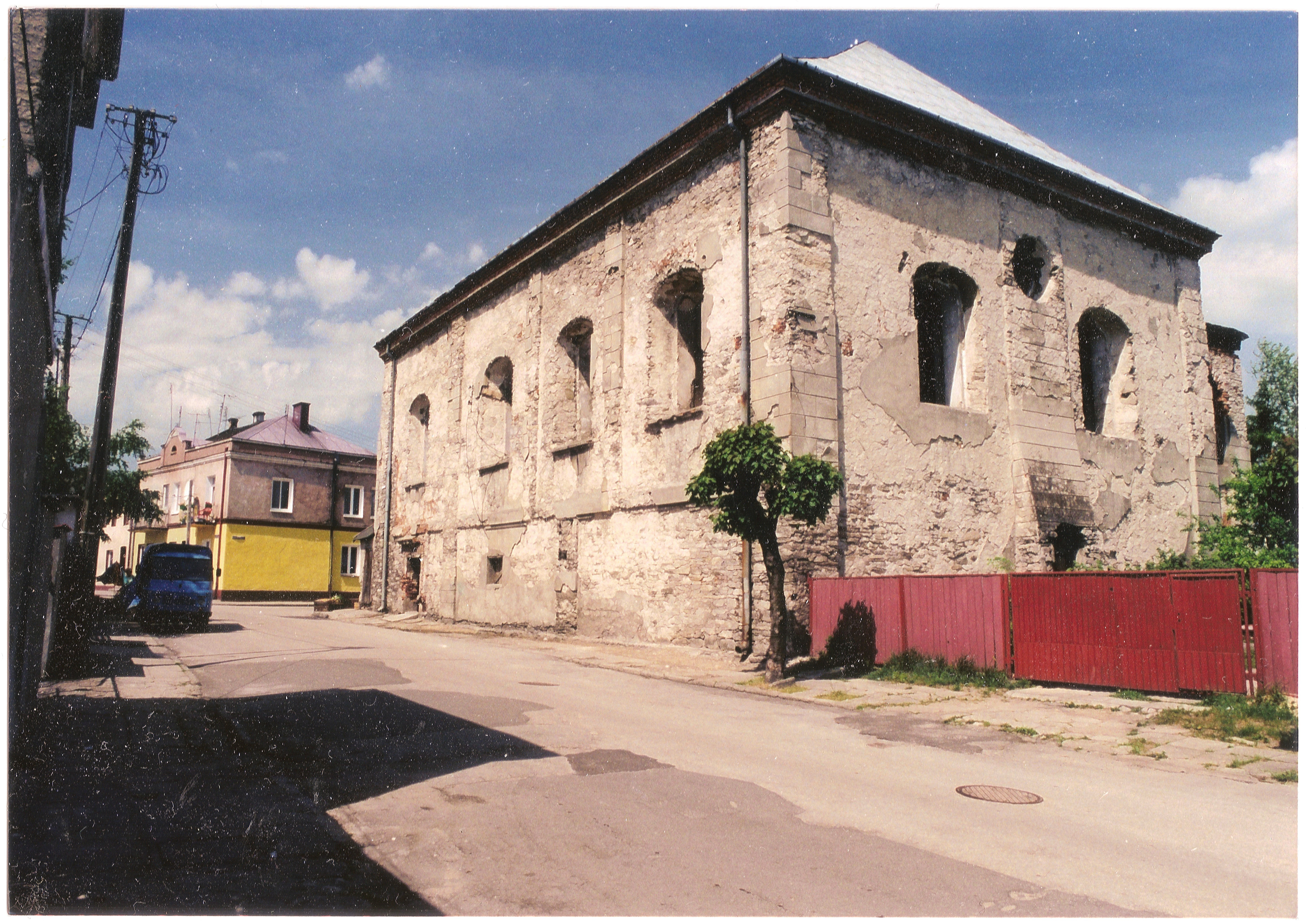
Synagoge in Chmielnik (2015, vor der Renovierung)

Die Synagoge in Chmielnik, einer polnischen Stadt im Powiat Kielecki der Woiwodschaft Heiligkreuz, wurde 1633/34 errichtet. Die profanierte Synagoge in der Wspólna-Straße, 300 Meter nördlich des Marktplatzes, ist seit 1966 ein geschütztes Kulturdenkmal.
Das Synagogengebäude, ursprünglich im Stil der Renaissance, wurde nach einem Brand im Jahr 1849 wieder aufgebaut. An der nördlichen Seite der Synagoge lag der alte jüdische Friedhof, der seit 1565 genutzt wurde.
Nach der umfassenden Renovierung des Gebäudes in den letzten Jahren wurde ein Jüdisches Museum in der Synagoge eingerichtet, das die Geschichte der jüdischen Bevölkerung der Region darstellt.